# O Mago (série de televisão)
O Mágo (Francês: Le Magicien) é uma série de animação  francesa de super-heróis criada por Florian Ferrier, Savin Yeatman e Gilles Adrien, sendo que o segundo também atuou como editor de histórias da série. Foi produzida pela Gaumont Multimedia em 1997 e atualmente pertence à Xilam. Estreou no canal France 3 em 2 de setembro de 1998 e, posteriormente, foi exibida nos Estados Unidos pela Fox dentro do bloco de programação Fox Kids em 1999, sendo uma das poucas produções europeias a serem transmitidas no país na época.
A série foi exibida no Brasil pela Rede Bandeirantes, dentro do programa Band Kids e pelo Fox Kids.

## Sinopse
Durante o terceiro milênio, uma série de descobertas científicas e avanços tecnológicos radicais reorganizou a sociedade. Em meio à esperança e ao otimismo que tomaram conta de Electro City, os sindicatos do crime — liderados principalmente pelo mafioso “Black Jack” Malone — assumiram discretamente o controle das posições mais importantes da cidade. Para enfrentá-los, surge Ace Cooper, um ilusionista moderno que usa suas habilidades mágicas, truques de mágica, gadgets e inteligência para combater o crime nesse futuro tecnológico. Auxiliado por seu fiel assistente Cosmo, Ace enfrenta diversos vilões e frustra constantemente os planos das organizações criminosas que ameaçam a paz em Electro City.

## Personagens

### Personagens principais
Ace Cooper (voz de Michael Donovan) – O protagonista principal da série. Ele é um famoso ilusionista e super-herói que colabora com a polícia no combate ao crime. Em seu passado, Ace foi assistente de Jack "Black Jack" Malone, até que um acidente envolvendo os dois fez com que Ace deixasse seus serviços. Desde então, ele se tornou um super-herói baseado em mágica que enfrenta "Black Jack" Malone. Ace invoca seu traje de super-herói com a frase: "Força Mágica, revele o poder interior".
Zina (efeitos vocais de Kath Soucie) – A pantera negra de estimação de Ace Cooper.
Cosmo (voz de Rob Paulsen) – Assistente mágico e parceiro de Ace Cooper. Foi acolhido por Ace após ser abandonado por seu pai irresponsável.
Tenente Derek Vega (voz de Charles Napier) – Tenente da Polícia de Electro City que auxilia Ace e Cosmo em suas investigações.
Angel (voz de Kath Soucie) – A inteligência artificial que comanda o Magic Express, o carro de Ace Cooper.

### Vilões
Jack "Black Jack" Malone (voz de Charles Napier) – O principal antagonista da série, é o maior chefão do crime em Electro City e proprietário do cassino "Croesus Palace". Após um acidente envolvendo Ace, que antes trabalhava para ele, "Black Jack" ficou confinado a uma cadeira flutuante. Apesar de seus inúmeros crimes, nunca foi condenado graças a brechas legais e conexões poderosas.
- Capangas:
  - Diamond (voz de Rob Paulsen) – Capanga inteligente de "Black Jack" Malone.
  - Spade (voz de Michael Donovan) – Capanga forte de "Black Jack" Malone.
  - Clockwise (voz de Billy West) – Estrategista, contador e advogado de "Black Jack" Malone, frequentemente responsável por ajudá-lo a evitar condenações.

"Sonny Boy" Serge (voz de Rob Paulsen) – Mafioso milionário, dono do cassino "Sunset" e filho do engenheiro Jonathan Serge. Tem desentendimentos frequentes com "Black Jack" Malone e, às vezes, com seu próprio pai.
Faceless (voz de Kath Soucie) – Assassina e ladra disfarçada contratada por "Black Jack" para eliminar Ace. Usa luvas com garras retráteis. O Capitão Friedrich se recusa a acreditar que ela exista, apesar dos relatos de Ace, Cosmo e Vega.
Yago (voz de Rob Paulsen) – Um mágico rival de Ace Cooper.
Dr. Blaun (voz de Michael Donovan) – Um cientista louco.
Gus Morland (voz de Billy West) – Antigo amigo de Ace Cooper, revivido de um estado criogênico como um mutante. Planejava se vingar de "Black Jack" Malone até ser impedido por Ace e restaurado ao normal.
Aldus Teron (voz de Billy West) – Líder de uma empresa que desejava transferir sua mente para uma criança criada especialmente para isso.
Glam (voz de Michael Donovan) – Pirata que atacou o cruzeiro de celebridades Nova.
Conde Hebron (voz de Rob Paulsen) – Um caçador.

### Outros personagens
Capitão Friedrich (voz de Rob Paulsen) – Capitão da polícia de Electro City que desconfia de Ace Cooper. É extremamente incompetente, sempre ignorando as ordens de Vega e sendo provado errado repetidamente – a ponto de seu emprego contínuo parecer o verdadeiro truque de mágica.
Mona Malone (voz de Kath Soucie) – Filha de "Black Jack" Malone e paixão de infância de Ace Cooper. Frequentemente ajuda Ace a conter os planos do pai. Mona ocasionalmente canta no clube do pai, que Ace frequenta; "Black Jack" tolera isso como uma espécie de trégua entre os dois.
Duc Paparazzo (voz de Billy West) – Repórter que cobre os acontecimentos em Electro City.
DJ Mikkus (voz de Michael Donovan) – Compositor musical e amigo de Ace Cooper.
Skip Ramsdale – Jogador de Flipball do time Electro City Strikers e amigo de Ace Cooper.
Senador Dobbs (voz de Michael Donovan) – Senador de Electro City que protege "Black Jack" Malone contra a justiça por ser amigo próximo dele.

## Transmissão

### França
Transmitida originalmente na França em 1997.

### Brasil
Transmitida pela Rede Bandeirantes, dentro do bloco Band Kids, no final dos anos 1990 e início dos anos 2000.

## Episódios
| # (temporada) | # (série)                                                       | Título                                   | Diretor               |
| --- | --------------------------------------------------------------- | ---------------------------------------- | --------------------- |
| 1 | "Race for Your Life"                                            | Savin Yeatman                            | 2 de setembro de 1998 |
| Ace é incriminado por um crime através de vídeos adulterados feitos por Black Jack e descobre que Diamond e Spade pretendem assassinar Jim Speed, um piloto profissional. Consequentemente, Ace salva Speed enquanto Cosmo expõe a falsa acusação. |                                                                 |                                          |                       |
| 2 | "Black Cat"                                                     | Herve Renoh                              | 1998                  |
| A pantera negra de um circo é forçada a atacar dois cientistas por um ex-colega deles, em nome da corporação para a qual os três trabalhavam, e a pantera de Ace, Zina, é culpada pela polícia. Ace, Cosmo, o Tenente Vega e a treinadora do circo 'Yokiko' recuperam conjuntamente as duas panteras, derrotam o cientista louco Dr. Pax da Millix Corporation e exoneram Zina. |                                                                 |                                          |                       |
| 3 | "Mad Train"                                                     | Laurent Turner                           | 1998                  |
| Uma tentativa é feita contra a vida do Senador Dobb por um ex-funcionário, Bill Peach. Cooper então salva Cosmo e um circo de um trem (originalmente pertencente ao próprio Ace) enviado por Peach para destruir ambos. |                                                                 |                                          |                       |
| 4 | "Cyber"                                                         | Herve Renoh                              | 1998                  |
| Quando robôs são enviados para se juntar à força policial, Ace, Cosmo e o Tenente Vega encerram os planos de Black Jack de usar os robôs contra a cidade. |                                                                 |                                          |                       |
| 5 | "Masters of Magic"                                              | Jean-Luc Ayach                           | 1998                  |
| Um mágico rival chamado Yago perde sua assistente Zeline para Ace, e então auxilia em um assalto a banco e desafia Ace para um concurso de magia. Quando Ace vence, Yago é obrigado a devolver o dinheiro roubado e se entregar à polícia. |                                                                 |                                          |                       |
| 6 | "Vega Gate"                                                     | Silvan Boris Schmid                      | 1998                  |
| O Tenente Vega é acusado de aceitar subornos ao ser incriminado pelo cantor Ritchie Vilanti. Ace e Cosmo limpam seu nome e expõem Ritchie Vilanti. |                                                                 |                                          |                       |
| 7 | "A Model Top Model"                                             | Jean-Luc Ayach                           | 1998                  |
| A rainha da beleza 'Zelda' usa Ace e Cosmo para escapar de seus empregadores no Universal Beauty Institute, onde sua cientista Dra. Blaun cria clones dela para justificar o copyright de sua imagem. Ace e Cosmo interrompem o esquema, e Zelda o expõe em transmissão ao vivo, o que incrimina os culpados. |                                                                 |                                          |                       |
| 8 | "Croesus Crisis"                                                | Régis Vedal (história) & Frederic Lenoir | 1998                  |
| O mafioso "Sonny Boy" Serge abre um cassino para irritar seu rival "Black Jack" Malone, e Ace e Cosmo intervêm, para encurtar uma guerra de gangues; mas a história se complica quando Sonny Boy contrata um praticante de Vodun para envenenar Black Jack. Por fim, Ace e Cosmo aterrorizam ambos os mafiosos à submissão com um deus-monstro ilusório. |                                                                 |                                          |                       |
| 9 | "The Prophecy"                                                  | Gilles Adrien                            | 1998                  |
| Uma cigana vidente chamada Nausica encontra uma caixa forte perigosa. Ace recupera a caixa forte antes que ela possa ser usada por Black Jack para poluir o abastecimento de água da cidade. |                                                                 |                                          |                       |
| 10 | "Behind the Orb-Ball"                                           | Jeffrey P. Kearney                       | 1998                  |
| O campeão esportivo 'Skip' Ramsdale é o mais recente de muitos a ser drogado ilegalmente e ferido; Ace se infiltra na competição para expor o crime. |                                                                 |                                          |                       |
| 11 | "What Were You Doing in Electro City When the Lights Went Off?" | Raphael Thomas                           | 1998                  |
| As baterias de fusão a frio que alimentam Electro City são todas desativadas simultaneamente, após uma tentativa de assassinato do seu inventor, Johnathan Serge, por seu filho afastado, o mafioso "Sonny Boy" Serge. Ace e Cosmo frustram o plano de Sonny, e seu pai, Professor Jonathan Serge, reativa a energia. |                                                                 |                                          |                       |
| 12 | "Best Wishes and Happiness"                                     | Laurent Turner                           | 1998                  |
| Mona, a filha de Black Jack, concorda em se casar com um cientista chamado Max Malden em troca da restauração das pernas há muito tempo aleijadas de seu pai. Ace expõe a cura como uma fraude. |                                                                 |                                          |                       |
| 13 | "The Challenge"                                                 | Frederic Lenoir                          | 1998                  |
| Patrick Schumacher, o apresentador de um game-show extinto, tenta se vingar de Ace pela maior popularidade deste último. Ace e Cosmo sobrevivem à sua corrida de obstáculos e expõem o Diretor de Programação da rede como o mentor do crime. |                                                                 |                                          |                       |
| 14 | "Golden Voice"                                                  | Herve Renoh                              | 1998                  |
| Os concorrentes ao prêmio epônimo do episódio são ameaçados, e em alguns casos feridos, por agressores desconhecidos trabalhando para Crenone e Demonia. Ace e Cosmo resgatam os dois últimos, e um deles (Mona Malone) ganha o prêmio. |                                                                 |                                          |                       |
| 15 | "Planet Electric"                                               | Laurent Turner                           | 1998                  |
| Ace é incriminado por intoxicação alimentar no restaurante 'Planet Electric', e Cosmo, na tentativa de limpar seu nome, é capturado pelos capangas de Black Jack. Ace, D.J. Mikkas e Skip Ramsdale o resgatam, mas falham em expor a conexão de Black Jack com o crime e incriminam apenas seu culpado imediato: o restaurateur Sr. Banks. |                                                                 |                                          |                       |
| 16 | "Stop Clowning Around"                                          | Herve Renoh                              | 1998                  |
| Um número de circo é sabotado em nome de Black Jack Malone, até que Ace e Cosmo expõem seu agente entre os artistas. |                                                                 |                                          |                       |
| 17 | "Stars of the Silver Screen"                                    | Herve Renoh                              | 1998                  |
| Um filme baseado na carreira de um jornalista supostamente falecido é atormentado por sabotagens para evitar a exposição dos crimes passados de Black Jack. Ace descobre que a atriz principal é a própria jornalista e a protege dos capangas de Diamond, Spades e Sonny Boy. |                                                                 |                                          |                       |
| 18 | "Cold Sweat, Parte 1"                                           | Olivier Montegut                         | 1998                  |
| Um ex-amigo de Ace chamado Gus Morland é revivido de um estado criogênico na forma de um mutante criogênico e persegue Ace. |                                                                 |                                          |                       |
| 19 | "Cold Sweat, Parte 2"                                           | Olivier Montegut                         | 1998                  |
| Gus ataca Black Jack, a quem ele culpa por sua mutação. Ambos são salvos por Ace e Gus é restaurado ao seu estado humano. |                                                                 |                                          |                       |
| 20 | "And They Lived Happily Ever After"                             | Taro Ochiai                              | 1998                  |
| O estrategista de Black Jack, Clockwise, envia ladrões para descobrir todos os segredos importantes da cidade, sob o disfarce de uma agência de casamentos; Ace se infiltra na agência para estragar o plano, e descobre que todos os espiões são androides. Quando Black Jack abandona o plano, o criador dos androides, Dr. Cabaliye, envia suas criações restantes para matar a filha de Black Jack; mas eles são derrotados por Ace e Cosmo. |                                                                 |                                          |                       |
| 21 | "Twin Brothers"                                                 | Silvan Boris Schmid                      | 1998                  |
| Um impostor se passa por Ace e persuade tanto Cosmo quanto o supercomputador de Ace 'Angel' a pensar que ele é Ace. O impostor é vencido por Ace em um concurso de magia. |                                                                 |                                          |                       |
| 22 | "Faceless"                                                      | Silvan Boris Schmid                      | 1998                  |
| Apresenta uma ladra furtiva semelhante à Mulher-Gato chamada Faceless, a quem Ace persegue, mas não consegue capturar. |                                                                 |                                          |                       |
| 23 | "Truth or Consequences"                                         | Laurent Turner                           | 1998                  |
| O amigo de Ace, Skip Ramsdale, é acusado de ferir o jogador rival de Flipball, Barsky. Ace expõe a acusação como falsa no julgamento de Skip e incrimina o gerente de Skip, Bob Redd. |                                                                 |                                          |                       |
| 24 | "Bad Program"                                                   | Gilles Adrien                            | 1998                  |
| Rex-1, o personagem principal de um jogo eletrônico, é acidentalmente convertido em um ser real e mantém um administrador cívico como refém até ser derrotado por Ace e Cosmo. |                                                                 |                                          |                       |
| 25 | "X-Oshi"                                                        | Frederic Lenoir, Savin Yeatman           | 1998                  |
| X-Oshi (uma espécie de animal de estimação robótico), tendo se tornado onipresente na cidade, inesperadamente se torna criminoso; onde Ace e Cosmo vencem seu protótipo, que comanda os outros. |                                                                 |                                          |                       |
| 26 | "Stealth Robber"                                                | Silvan Boris Schmid                      | 1998                  |
| Ace descobre Faceless contrabandeando dinheiro em um helicóptero invisível e é ordenado pelo Departamento de Polícia a recuperar o dinheiro e paralisar sua operação. |                                                                 |                                          |                       |
| 27 | "The Paparazzo Affair"                                          | Laurent Turner                           | 1998                  |
| O jornalista Duc Paparazzo é atacado por pistoleiros depois que ele ameaça expor o passado criminoso de um empresário farmacêutico, John Wosh, sob seu nome verdadeiro de Paul Kelly. Ele é resgatado por Ace, e Paul Kelly é posteriormente preso pela tentativa de matar ambos. |                                                                 |                                          |                       |
| 28 | "Multi-Flames"                                                  | Herve Renoh                              | 1998                  |
| Ace investiga incêndios misteriosos causados por um piromaníaco Multi-Chamas. Ace descobre que Multi-Chamas é uma bombeira chamada Tenente Atika, que tem uma vingança contra Sonny Boy pelo equipamento defeituoso em que ele esteve envolvido. |                                                                 |                                          |                       |
| 29 | "Hardbeat"                                                      | Frederic Lenoir                          | 1998                  |
| Cosmo e outros jovens da cidade são levados à violência por uma linhagem de música escondida em seus discos favoritos, para justificar a lei marcial em Electro City. Ace e o compositor 'D.J.' Mikkas expõem o engano em público e humilham seus mentores. |                                                                 |                                          |                       |
| 30 | "Bad Weather for the Magician"                                  | Savin Yeatman, Laurent Turner            | 1998                  |
| Ace e Cosmo rastreiam uma série de interrupções meteorológicas até o repórter meteorológico Zoran Spring e eventualmente destroem seu aparelho de controle do tempo. |                                                                 |                                          |                       |
| 31 | "Junior"                                                        | Herve Renoh                              | 1998                  |
| A cientista Nataschia, para evitar a transferência da própria mente de seu empregador Aldus Teron para o cérebro de uma criança especialmente criada, deixa a criança aos cuidados de Ace, Cosmo e Mona. Seu empregador disputa a posse da criança até sua derrota. |                                                                 |                                          |                       |
| 32 | "The Cruise"                                                    | Jeffrey P. Kearney, Savin Yeatman        | 1998                  |
| O navio de cruzeiro de celebridades Nova afunda. Ace e Cosmo encontram um capitão pirata chamado Glam tramando para saquear os artefatos antigos que ele carregava, e levam a polícia para destruir sua base e recuperar os artefatos. |                                                                 |                                          |                       |
| 33 | "A Sheep in Wolf's Clothing"                                    | Frederic Lenoir, Savin Yeatman           | 1998                  |
| Alguns dos amigos de Cosmo são enganados por Sonny Boy para sequestrar seu pai, e assim em um tiroteio com a polícia e os seguidores de Sonny; mas Ace resgata o velho Surge, e Cosmo esconde as evidências da participação de seus amigos no crime. |                                                                 |                                          |                       |
| 34 | "No Dice!"                                                      | Laurent Turner                           | 1998                  |
| O jogador Joe Tucker planta explosivos em dois famosos cassinos de jogos de azar e ameaça um terceiro. Ace o derrota em combate individual e faz com que o terceiro explosivo exploda inofensivamente no ar. |                                                                 |                                          |                       |
| 35 | "Virtual Fatality"                                              | Laurent Turner                           | 1998                  |
| Jimmy Hagen, um descendente dos fundadores da cidade, sequestra Ace para copiar sua magia através de um aparelho de realidade virtual telepático. Ace é resgatado por Cosmo e humilha Hagen em público. |                                                                 |                                          |                       |
| 36 | "The Flight of Prosperity"                                      | Frederic Lenoir                          | 1998                  |
| Duas condenadas fugitivas, Sally Blade e sua irmã Bodycount, forçam a cantora Mona Malone a ajudar no sequestro de um dirigível de luxo e seus passageiros após serem contratadas por Black Jack. Ace e a Tenente Vega derrotam as condenadas em pleno voo e Ace devolve os passageiros em segurança ao solo. |                                                                 |                                          |                       |
| 37 | "The Chase"                                                     | Jeffrey P. Kearney, Savin Yeatman        | 1998                  |
| Desviados no deserto, Ace e Cosmo são capturados pelo excêntrico caçador Conde Hebron e forçados a passar por uma pista de obstáculos com ele em sua perseguição. Eles mais tarde o superam, e o Tenente Vega prende Hebron. |                                                                 |                                          |                       |
| 38 | "Professor Cosmo"                                               | Frederic Lenoir                          | 1998                  |
| Em uma feira de ciências, e mais tarde pela cidade, Cosmo e Black Jack competem pelo controle de um robô quase indestrutível, até que Jack anexa sua própria cadeira motorizada ao robô, estabelecendo assim uma interface neural impenetrável; então Ace, tendo originalmente vindo para resgatar Cosmo, derrota Jack em combate único. Depois disso, Jack afirma ter subjugado o robô ele mesmo, e assim escapa da punição. |                                                                 |                                          |                       |
| 39 | "All Against One"                                               | Savin Yeatman                            | 26 de maio de 1999    |
| Depois que Faceless, Spade e Diamond causam uma fuga na Prisão do Departamento de Polícia de Electro City, os inimigos de Ace, Yago, Dra. Blaun, Glam e Conde Hebron, se unem ao grupo de Black Jack e ao grupo de Sonny Boy. Ace até fica sabendo disso ao subjugar Aldus Teron, que havia obtido liberdade por conta própria. Após uma emboscada de Yago, Dra. Blaun, Conde Hebron e Faceless, Ace é dado como morto após o ataque a ele. Ele é recuperado por Cosmo, Vega, Mona e Zina. Mona ajuda Ace e Cosmo a incitar os criminosos uns contra os outros. Por fim, a maioria dos criminosos é presa, com exceções de Faceless e Sonny Boy. Clockwise lembra o Capitão Friedrich que Black Jack é um amigo próximo do Senador Dobbs e afirma que os vilões o mantiveram e Mona como reféns. |                                                                 |                                          |                       |